# Kanton Contres
Kanton Contres (francouzsky Canton de Contres) je francouzský kanton v departementu Loir-et-Cher v regionu Centre-Val de Loire. Tvoří ho 17 obcí.

## Obce kantonu
- Candé-sur-Beuvron
- Cheverny
- Chitenay
- Contres
- Cormeray
- Cour-Cheverny
- Feings
- Fougères-sur-Bièvre
- Fresnes
- Monthou-sur-Bièvre
- Les Montils
- Oisly
- Ouchamps
- Sambin
- Sassay
- Seur
- Valaire